# Požár na diskotéce v Göteborgu
K požáru na diskotéce v Göteborgu došlo 29. října 1998 na ostrově Hisingen ve švédském městě Göteborg. Požár zabil 63 lidí. Oběti byly z poloviny Švédové a z poloviny oběti z makedonských a somálských rodin. V době incidentu bylo na diskotéce 375 mladých lidí ve věku od 12 do 25 let. Místní hasiči odhadli, že místnost byla bezpečná pouze pro 150 lidí.
Deset let po požáru byli čtyři mladí muži narození v Íránu shledáni vinnými ze způsobení požáru a odsouzeni k různým trestům odnětí svobody. Všichni čtyři svou účast na žhářství popřeli.